# Al-Hasaka (dystrykt)
Al-Hasaka – jedna z 4 jednostek administracyjnych drugiego rzędu (dystrykt) muhafazy Al-Hasaka w Syrii.
W 2004 roku dystrykt zamieszkiwało 480 394 osób.